# Novena División del Ejército (Bolivia)
La Novena División del Ejército es una de las diez divisiones del Ejército de Bolivia. Su misión es la protección de la frontera de Bolivia y Brasil. Su base se localiza en el municipio de Villa Tunari, provincia del Chapare, departamento de Cochabamba.

## Historia
En la segunda mitad de la década de 1970, el Ejército de Bolivia adoptó una organización que incorporó cuatro cuerpos de ejército. La Novena División integró la organización del IV Cuerpo de Ejército, hasta la disolución de este en los años noventa. Para los años ochenta, la Novena División solamente se constituía por un regimiento de caballería.
Organización de la década de 1990: tres regimientos de infantería, un regimiento andino, un regimiento de artillería y un batallón de ingenieros.

## Organización
Sus unidades dependientes son:
- el Regimiento de Infantería 26;
- el Regimiento de Infantería 31;
- el Regimiento de Infantería 32;
- el Regimiento de Infantería 33;
- y el Regimiento de Caballería 10.